# Amalafrid
Amalafrid (latin: Amalafridas; 531 – 551) var en thüring prins og byzantinsk general der levede i starten af det 6. århundrede. Amalafrid var søn af den sidste konge af thüringerne Hermanafrid og hans kone Amalaberga, datter af Amalafrida og niece til ostrogoternes konge Teoderik den Store. Hans søster var Rodelinde.
Efter thüringernes kongerige var blevet ødelagt af frankernes konge Teoderik i år 531, flygtede Amalafrid sammen med sine to børn til Ravenna hvor hendes bror og ostrogoternes konge Theodahad sad. I år 540 indtog den byzantinske general Belisar Ravenna, og sendte ham alle tre til den byzantinske kejser Justinian i Konstantinopel.
Søsteren Rodelinde giftede Justinian væk til den langobardiske konge Audoin. Amalafrid selv fik en militær karriere i den byzantinske hær. I 540 var han blevet general (magister militum). Og da langobarderne i 552 søgte om hjælp i deres krig mod gepiderne, sendte Justinian en hær af sted under kommando af Justinus og Justinianus (to sønner af den byzantinske general Germanus); Aratius og Suartuas (en tidligere regent af herulerne) samt Amalafrid. På vej til Pannonien blev den byzantinske hær imidlertid stoppet af religiøse optøjer i Ulpiana, Illyrien (i nærheden af dagens Lipljan i Centralserbien), hvor alle undtagen Amalafrid blev tilbage for at udrede hvilke doktriner de lokale kristnes fulgte, mens Amalafrid alene førte en del af den byzantinske hær videre mod gepiderne. Men tilsyneladende var det kun en lille del af hæren Amalafrid ledte i krig, for Auduin sendte efterfølgende udsendinge til Justinian for at klage over den manglede opbakning. Men Auduin vandt alligevel en overvældende sejr over gepiderne.
Amalafrid fik en søn ved navn Artachis (Venantius Fortunatus, Carm. App. 3) men intet yderligere kendes om ham.